# Токко-Каудио
Токко-Каудио (итал. Tocco Caudio) — коммуна в Италии, располагается в регионе Кампания, подчиняется административному центру Беневенто.
Население составляет 1605 человек, плотность населения составляет 59 чел./км². Занимает площадь 27 км². Почтовый индекс — 82030. Телефонный код — 0824.
Покровителями коммуны почитаются святые Косма и Дамиан, целители безмездные, празднование 27 сентября.